# Gaggenau Hausgeräte GmbH
Gaggenau Hausgeräte GmbH — ранее независимая компания, а ныне структурное подразделение по производству бытовой техники премиум-класса концерна BSH Bosch und Siemens Hausgeräte GmbH.
Под маркой Gaggenau концерн BSH Bosch und Siemens Hausgeräte GmbH выпускает следующую продукцию:
- Духовые шкафы
- Варочные поверхности
- Кухонные вытяжки
- Холодильники
- Встраиваемое кофейное оборудование